# 李道宗
李 道宗（り どうそう、603年 - 656年）は、中国の唐の宗室。唐の高祖李淵の従兄弟の東平郡王李韶（李虎の四男の畢王李璋の子）の子。字は承範。太宗の従弟で、太宗の時代に東突厥・吐谷渾・高句麗・薛延陀に対する戦役で部隊を指揮した。高宗の時代に李道宗は高宗の母方の伯父の長孫無忌の感情を害し、長孫無忌は反逆した房遺愛に協力したとして告訴し象州に追放した。李道宗は亡命の途上で死去した。

## 高祖の時代
李道宗は隋の仁寿3年（603年）に生まれる。祖父の李璋は北周の廷臣であり楊堅が摂政で即位することになっていた時期に北周の趙王宇文招と楊堅を殺害することを企んで北周で後に処刑された。李璋の息子は、殺されなかったが、その一人の李韶が李道宗の父であった。
大業13年（617年）、李淵は煬帝に対して反乱を起こし、翌年までに高祖として唐を建国していた。親族の多くを貴族に叙し、李道宗は略陽郡公に叙された。武徳2年（619年）、定楊可汗劉武周は山西にある唐の領土の殆どを攻撃し確保し河東に迫った。李道宗は高祖の息子で劉武周に抵抗する秦国公李世民に仕え、劉武周の食糧供給を弱体化させる選択をし李世民が劉武周を破る自分の提案で李世民は直ちに劉武周と交戦はしなかった。更にこの戦役で李道宗と宇文士及は劉武周の将軍の尉遅敬徳を説得して降伏させることができ、尉遅敬徳は後に李世民の下で重要な将軍になった。
李道宗は当時霊州総管であった。梁の皇帝梁師都の従弟の梁洛仁が東突厥の援助を受けて攻撃すると、李道宗は追い払うことができ、更に五原から東突厥の将軍の阿史那郁射を追放した。高祖は魏の任城王曹彰の功績に李道宗の功績を準えて李道宗を任城郡公に叙した。

## 太宗の時代
武徳9年（626年）、当時皇太子の李建成と激しい緊張関係で李建成が自分を殺すつもりであると恐れていた李世民は玄武門の変で李建成と別の兄弟で李建成を支援した斉王李元吉を待ち伏せ殺害した。その際事実上高祖に自分を皇太子に叙させ（太宗として）譲位させた。鴻臚寺卿・大理寺卿として勤めた最初である李道宗を呼び戻した。後に太宗が東突厥を攻撃することを計画すると、貞観4年（630年）、李靖が東突厥への攻撃を開始すると、李道宗はその下で働き、結局実際に手に入れた李道宗の補佐官の張宝相と東突厥の頡利可汗を捕らえるのに参加した。戻ると、太宗は李道宗の領地を家中の者600人に加増し、刑部尚書に任命した。
貞観8年（634年）、李道宗は再び李靖の下で働き、今度は吐谷渾の歩薩鉢可汗伏允に対する作戦に従事した。唐軍は当初勝利したが、吐谷渾軍はその際唐の軍馬への食糧供給を絶つ為に牧草を焼いた。唐の殆どの将軍は撤退したがったが、李道宗は有利な状況を続けることを主張し、李靖が合意し、結局完全に勝利し、伏允が部下に殺されたので、唐が支援した息子の慕容順が可汗になることを認めた。
貞観11年（637年）、永続的な領土として親族や偉大な将軍や廷臣に諸県を授ける太宗の計画の一環として李道宗の肩書きが変更され、継承者により相続される概ね江夏郡王を与えられた。しかし李道宗の肩書きに変更はなかったが暫くして長孫無忌を頂点として制度に対する多くの異議を受けて太宗は計画を撤回した。ある時点で李道宗は汚職で告発され、太宗は怒りで解任し領地を減らしたが、王子として屋敷に戻ることを許した。結局式典大臣となった。貞観14年（640年）、唐が高昌を併合した際、遠征軍を率いた侯君集は太宗が予期した程には報いず高昌の宝物を盗んだとして調査したことで落ち込んだ。侯君集が落ち込んでいることを知って李道宗は侯君集が反逆するかも知れないと太宗に警告したが（太宗は信じなかった）、後に侯君集が皇太子李承乾と陰謀に連座し処刑されると、李道宗を思い起こし感謝した。
貞観15年（641年）、唐と吐蕃の平和条約の一環として李道宗は太宗に認可され文成公主の肩書きを与えられた自分の娘を吐蕃王ソンツェン・ガンポと結婚する為にチベットに送った。李道宗はギャリン湖の近くで黄河の水源地にあたる場所でチベット側の付き添いと会い、長安に戻った。
貞観19年（645年）、李道宗は高句麗攻撃で太宗に同行し、前線司令官李勣に対する補佐官として従軍した。同年夏、蓋牟城を確保し、遼東の高句麗軍を破り、そこで太宗は遼東を手に入れた。しかし高句麗の安市城の部隊に対しても勝利すると、太宗は安市城包囲戦に行き詰まることになり、その代わりに李道宗は安市城は打ち捨て直接高句麗の首都の平壌を攻撃することを提案した。太宗は初めは合意したが、安市城をまず確保しなければ安市城の防衛者（本名なのかは不明だが朝鮮の国民的伝説で楊万春として知られる有能な将軍）が後方から攻撃すると考える李勣と長孫無忌が反対した。従って太宗は安市城との戦いを継続した。安市城包囲戦で安市城の城壁の一部が崩壊し唐軍が入城する機会があったが、その時李道宗配下の廷臣の傅伏愛は注意を払っておらず、代わりに高句麗軍が割れ目から打って出て防御の為に使う李道宗が担当する攻撃用土塁の一部を確保した。この攻撃により太宗は傅伏愛を処刑し後悔の念を示す李道宗が寛恕を求めると太宗は叱ったが司令官の地位に留めた。後に安市城の防衛が膠着すると共に李勣と李道宗を殿にして太宗は撤退した。長安に戻ると、李道宗は病気を理由に辞任を申し出て、太宗はそれほど責任の重くない地位の王族の業務を担当する長官にした。

## 高宗の時代
貞観23年（649年）、太宗が死去し二番目の皇太子高宗が即位した。高宗の母方の伯父の長孫無忌と褚遂良が筆頭大臣を務めた。永徽3年（652年）、太宗の弟の李元景を皇帝に据えようと画策したとされる太宗の娘の合浦公主と夫の房遺愛を中心とした陰謀が発覚した。長孫無忌は捜査の範囲を広げ永徽4年（653年）春に共謀者が殺された。しかし長孫無忌と褚遂良は共に李道宗と対立していたので大臣の宇文節や執失思力と同様に象州に李道宗を追放した。李道宗は恐らく永徽7年（656年）に53歳で追放の途上で死去した。後に（高宗の妻の武則天とその仲間の手で）長孫無忌と褚遂良自身が失脚すると李道宗の地位は死後に回復された。
晩年に李道宗は学問に励み謙虚であると言われた。『新唐書』は李道宗と従兄弟の李孝恭を唐時代初期の最も有能な宗室と賞賛した。